# 並木伸一郎
並木伸一郎（日语：／ Namiki Shin'ichirō，1947年2月16日—）是日本作家、超常現象研究者、飛碟學家。日本宇宙現象研究會會長、美國飛碟研究組織MUFON的日本代表。

## 生平
1947年出生於東京。就讀小學時期就對UFO與超常現象產生了興趣。從早稻田大學畢業後，進入日本電信電話公社（現為NNT）工作，同時開始調查及研究地球上的各種超常現象，成立了日本宇宙現象研究會。

## 外部連結
- 並木伸一郎的X（前Twitter）